# 大島駅 (佐賀県)
大島駅（おおしまえき）は、かつて佐賀県唐津市大島にあった、日本国有鉄道（国鉄）唐津線の貨物駅（廃駅）である。貨物支線の廃線に伴い、1982年（昭和57年）11月15日に廃駅となった。

## 歴史
- 1898年（明治31年）12月1日：九州鉄道の駅として開業[1]。
- 1907年（明治40年）7月1日：九州鉄道国有化[1]。
- 1982年（昭和57年）11月15日：貨物支線の廃線に伴い廃止[2]。

## 現況
唐津東港フェリーターミナル前の駅跡の一部が緑地として整備されている。線路が1本敷かれ、プラットホームと駅名標を模したオブジェが設置されている。ただし線路は現役当時のものではなく、高千穂鉄道から譲り受けた軌条と熊本市電から譲り受けた敷石を使用し新たに敷設されている。

## 隣の駅
日本国有鉄道
唐津線（貨物支線）
西唐津駅 - （貨）大島駅